# Hawthorne-Effekt
Der Hawthorne-Effekt kann bei gruppenbasierten Beobachtungsstudien auftreten. Demnach ändern Teilnehmer ihr natürliches Verhalten, weil sie wissen, dass sie an einer Studie teilnehmen und unter Beobachtung stehen. Dies kann zu einer falschen Einschätzung führen, z. B. der Wirksamkeit einer Intervention oder eines Arzneimittels.
Der Hawthorne-Effekt ist unter zwei Blickwinkeln interessant:
- In den Methodenlehren von Soziologie und Psychologie versteht man darunter den Effekt, dass Versuchspersonen ihr natürliches Verhalten ändern können, wenn sie wissen, dass sie Teilnehmer an einer Untersuchung sind (Artefakt). Es kann also sein, dass die Ergebnisse einer Studie durch die Studie selbst verfälscht werden. Im Extremfall ist der beobachtete Effekt vollständig durch die Studiensituation selbst entstanden. Damit stellt der Hawthorne-Effekt eine mögliche Bedrohung der internen Validität von Untersuchungsergebnissen dar.
- In der Betriebswirtschaftslehre war die Entdeckung des Hawthorne-Effekts ein Mitauslöser für die Erkenntnis, dass menschliche Arbeitsleistung nicht nur von den objektiven Arbeitsbedingungen, sondern ganz wesentlich auch von sozialen Faktoren geprägt ist (siehe Human-Relations-Bewegung).

Im Vergleich zu folgenden Kategorien handelt es sich beim Hawthorne-Effekt
- analog der Systemtheorie um ein Problem der Rückkopplung (Mitkopplung)
- analog der Statistik um ein Problem der Verzerrung (Kreuzkorrelation)
- analog der Modelltheorie um ein Problem fehlender Orthogonalität

## Entdeckung
Die Entdeckung des Effekts geht auf die sogenannten Hawthorne-Experimente von Fritz Roethlisberger und Dickson zurück. Dies ist eine Reihe von Studien, die zwischen 1924 und 1933 in der Hawthorne-Fabrik der Western Electric Company in Cicero (USA) im Auftrag des National Research Council und der amerikanischen Elektrizitätsindustrie durchgeführt wurden, um festzustellen, wie man die Arbeitsleistung von Arbeitern steigern kann. Dabei wurden unterschiedliche Forschungsdesigns angewandt und Zielsetzungen betrachtet.
Experiment 1
Die Fabrikarbeit wurde damals noch vom tayloristischen Scientific Management beherrscht. Typisch für den Taylorismus ist die Zerlegung der Arbeit in möglichst kleine, aber hochoptimierte Arbeitsschritte. Zur weiteren Optimierung begann man mit den Hawthorne-Studien. Man untersuchte zunächst, ob die Veränderung der Lichtverhältnisse Auswirkungen auf die Arbeitsleistung hat. Tatsächlich stieg die Arbeitsleistung der Experimentalgruppe bei verbesserten Lichtverhältnissen. Allerdings stieg die Leistung auch in der Kontrollgruppe, die bei unverändertem Licht arbeitete. Die Leistungssteigerung blieb sogar erhalten, als wieder zur ursprünglichen Beleuchtungsstärke zurückgekehrt wurde.
Das Beleuchtungsexperiment machte die Forscher auf den psychologischen Effekt aufmerksam, dass allein die Anwesenheit der Forscher und das Bewusstsein der Arbeiterinnen, Teil eines Versuchs zu sein und beobachtet zu werden, die Leistungssteigerung hervorrief. Die erfahrene Beachtung und Anerkennung durch die Forscher führte, nach eigenen Aussagen der Arbeiterinnen, zur Leistungssteigerung. Die Forscher sahen das zunächst noch als psychische Störfaktoren und entwickelten neue Versuchsanordnungen, um diese auszuschließen.
Experiment 2
Die Arbeiterinnen der Experimentalgruppe wurden in einem separaten Arbeitsraum untergebracht, bekamen günstigere Arbeitszeiten, mehr Lohn und die Führungskräfte wie auch die Wissenschaftler pflegten ihnen gegenüber einen nicht-direktiven, verständnisorientierten Führungsstil. Daraufhin stieg die Produktivität dieser Gruppe um etwa 30 Prozent. Man führte hitzige Debatten darüber, ob dieser Anstieg eher auf ein günstigeres Lohngefüge oder den „menschlicheren“, nicht-direktiven Umgang der Führungskräfte zurückzuführen sei. Nachfolgende Experimente prüften beide Hypothesen und führten zu dem Ergebnis, dass sich dieser große Anstieg nur durch die Kombination beider Faktoren ergab.

## Ergebnisse
Die Interpretation der Ergebnisse war zwischen Industrie und Gewerkschaften politisiert. Der aus den Hawthorne-Studien als Gegengewicht zum Taylorismus hervorgegangene Human-Relations-Ansatz suggerierte, dass den Arbeitern weniger an einer Lohnsteigerung gelegen sei, als vielmehr an einer sozioemotionalen Umgestaltung der Arbeitsbedingungen, besonders des Führungsstils. Von Elton Mayo, einem Wissenschaftler der Harvard Business School, der ab 1927 zur Begleitforschung (Interviews) zugezogen wurde, wurden im großen Stil Führungskräfte im nicht-direktiven Führungsstil unterrichtet.
Neben dem Hawthorne-Effekt werden den Studien auch die „Entdeckung“ der informellen Gruppe und der produktivitätssteigernden Wirkung eines guten Betriebsklimas zugeschrieben.
In den 1960er und 1970er Jahren lebte die Diskussion um die Hawthorne-Studien wieder auf, weil die erneute Prüfung der Daten ergab, dass der Einfluss von Lohnanreizen auf die Arbeitsleistung eher höher und derjenige sozialpsychologischer Faktoren eher niedriger anzusetzen ist, als dies die Forscher damals einschätzten. Teilnehmer der Untersuchung berichten, dass sie unter Druck gesetzt, bedroht und durch kooperative Personen ersetzt wurden sowie höhere Löhne und ständige Leistungsrückmeldungen erhielten.

## Kritik an den Hawthorne-Studien
Sozialwissenschaftliche Revisionen der Hawthorne-Studien werden seit den 1960er Jahren betrieben. Nur wenige derart umfangreiche empirische Untersuchungen haben „so viel nachträglichen Forschungsaufwand auf sich gezogen […]. Die Kernpunkte herauszufiltern ist schwierig und relativ willkürlich.“ Aufgrund der Fülle an Datenmaterial ist es den kritischen Beiträgen meist gemeinsam, dass sie sich nur auf Teilstudien beziehen.
Kritik kam aus der US-amerikanischen Soziologie: Alex Carey bemängelte 1967 unlautere Praktiken der Studien und besonders den Austausch von zwei von insgesamt fünf „geschwätzigen“ Arbeiterinnen gegen zwei „kooperationswilligere und als besonders leistungsfähig bekannte“ Probandinnen in einer Teilstudie. Dass dieser Austausch wesentlichen Einfluss auf Teilergebnisse der Studien hatte, konnte 1978 mittels einer multiplen Regressionsanalyse belegt werden.
Die Kritik aus geschlechtersoziologischer Perspektive setzte 1974 ein: Joan Acker und Donald van Houten hielten fest, dass eine Gruppe, die ihre Produktivität steigern konnte, ausschließlich aus Probandinnen bestand. Die Studienbedingungen als auch die Rekrutierungsmechanismen für die rein weibliche Gruppe unterschieden sich von jenen der rein männlichen Gruppe.
H. McIlvaine Parsons stellte in den 1970er Jahren fest, dass Elton Mayo und dessen Mitarbeiter wichtige Informationen unterschlagen hatten; denn die Testpersonen arbeiteten unter privilegierten Bedingungen. Sie erhielten höhere Löhne, aber sie wurden auch von den Studienleitern mehrfach wegen ihrer Schwatzhaftigkeit gerügt. Den Mitarbeitern wurde sogar angedroht, wieder an ihre alten Arbeitsplätze zurückgeschickt zu werden, wenn sie ihre Arbeitsleistung nicht steigern würden. Des Weiteren erhielten die Teilnehmer ein regelmäßiges Leistungs-Feedback verbunden mit der Aufforderung, so schnell wie möglich zu arbeiten.
Aufgrund seiner unklaren Bedeutung und der widersprüchlichen Verwendung in der Literatur wird der Begriff von einigen Autoren auch rundweg abgelehnt.
Zu den wichtigen Ergebnissen der Studien zählt schließlich „ein neues Menschenbild, das in der Literatur als ‚social man‘ bezeichnet wird.“. Durch die Hawthorne-Studien setzte sich in der Arbeitswissenschaft die Einsicht der Wichtigkeit von sozialen Beziehungen durch, diese Einsicht „bedeutete theoretisch gesehen eine Wende“ und bereitete das Feld für die Human-Relations-Bewegung auf.